# Teffedest-Berge

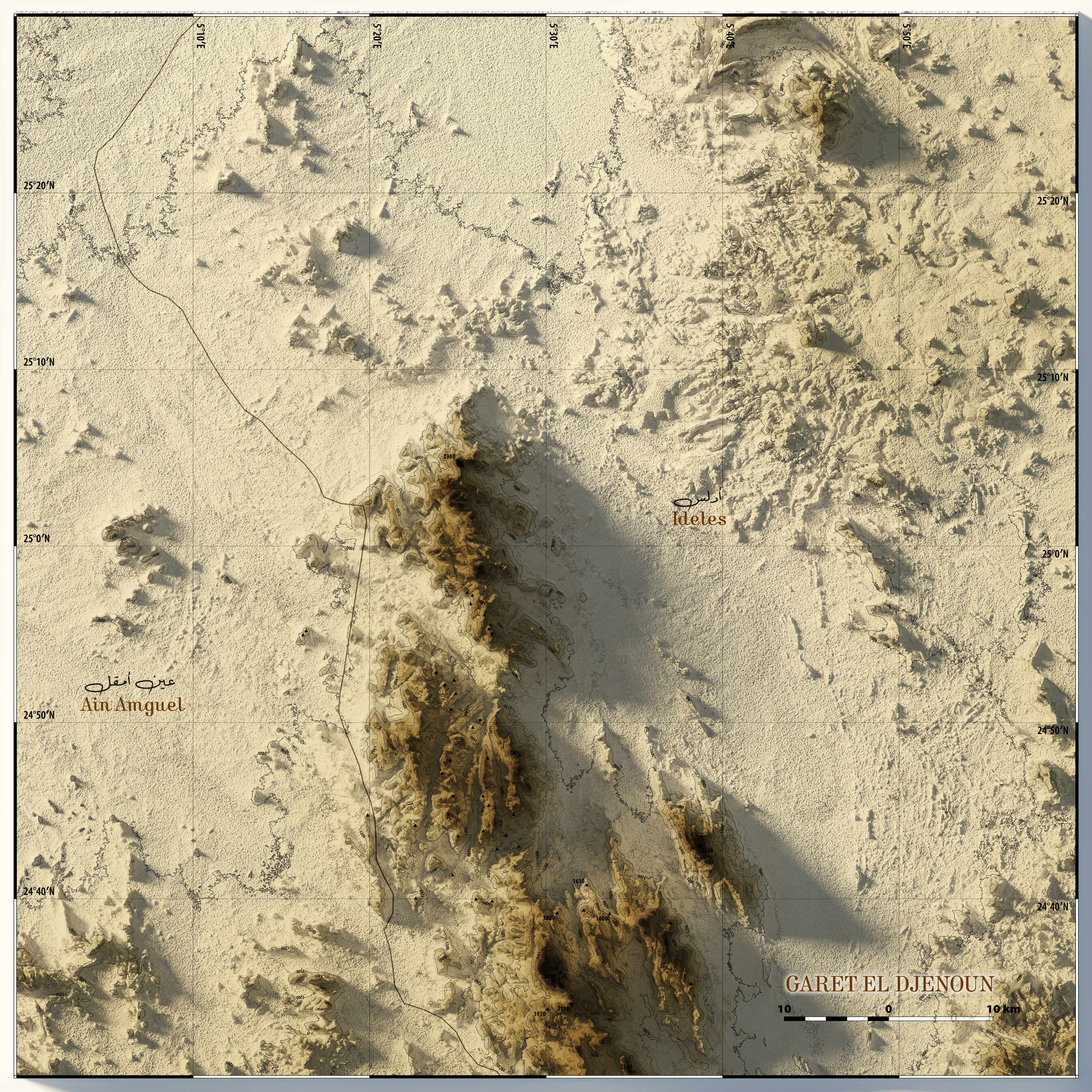
Karte vom Garet el Djenoun

Die Teffedest-Berge sind ein Gebirge in der südalgerischen Sahara und bilden den nördlichen Ausläufer des Ahaggargebirges, mit einer Verlaufsrichtung von Nord nach Süd (etwa 120 km). Anders als der Ahaggar besteht das Teffedest-Gebirge nicht aus Vulkangestein, sondern aus hellem Granit. Die Felsen sind durch Erosion blankgescheuert und erhielten durch diese Glättungen unterschiedliche Formen. Es verbirgt sich vielfältige Vegetation in den Bergen. Sanddünen findet man hier selten oder gar nicht. Im Süden des Gebirges liegt als höchste Erhebung der In Akoulmou mit 2370 m Höhe. Mit einer Höhe von 2330 m begrenzt der Garet el Djenoun (auch: Oudan) im Norden den Gebirgsstock.
In den 1960er Jahren war In Ekker Kernwaffentest-Gelände des französischen Atomwaffenprogramms in Algerien. Radioaktiver Fallout kontaminierte das Gelände und weite Landstriche.
Die Teffedest-Berge waren innerhalb von Algerien zuletzt bekannt als letzter Lebensraum und Rückzugsgebiet des afrikanischen Wildhundes (Lycaon pictus). Die Wildhunde gelten seit dem 20. Jahrhundert in der Region als ausgestorben. Gelegentlich sollen Geparden gesichtet worden sein.

## Felszeichnungen
Die hohen Teile des Gebirges sind schwer zugänglich. Gleichwohl wird das Umland gelegentlich touristisch aufgesucht, da es im Osten der Bergseite eine Menge aus der Rinderzeit stammende Gravuren und Felsmalereien beherbergt. Während der Rinderzeit herrschten üppige Graslandschaften in dieser Region vor.